# Spannagl & Sohn
Spannagl & Sohn ist eine 13-teilige Familienserie, die ab Dezember 1975 ihre Erstausstrahlung im Vorabendprogramm des ZDF erlebte.

## Inhalt
Der Delikatessenhändler Gustav Spannagl führt gemeinsam mit seiner Frau Elise ein gut gehendes Feinkostgeschäft in einer bayerischen Kleinstadt. Die Situation ändert sich, als in unmittelbarer Nachbarschaft ein Supermarkt seine Pforten öffnet. Und ob nicht all das schon genug wäre, wird Spannagls Sohn Gerd Filialleiter bei der Konkurrenz. Da ist die Nachricht, dass Tochter Beate ihr Studium abbrechen und in ihrer Heimatstadt eine Praxis für Kinderpsychologie eröffnen will, in der sie ihre emanzipatorischen Ideen einbringen kann, von eher untergeordneter Bedeutung. Obwohl insgeheim stolz auf den Erfolg seines Sohnes, lässt Spannagl senior sich nicht unterkriegen und beginnt gemeinsam mit anderen Geschäftsleuten des Ortes einen erbitterten Kleinkrieg gegen den Supermarkt. Davon profitiert insbesondere Gustavs Freund Georg Jakob, der als Fleisch- und Wurstwarenfabrikant beide Unternehmen beliefert.

## Sonstiges
Wie das ZDF in einer seinerzeitigen Presseerklärung schrieb, glaubte man dort, „dass eine Serie, in der neben reiner Unterhaltung auch gewisse ökonomische Zusammenhänge aufgezeigt werden sollen, nur dann eine Chance beim Zuschauer hat, wenn ganz gezielt das intellektuelle Vehikel der Komik eingesetzt wird.“
Mit Ausnahme der Zeit zwischen Weihnachten 1975 und Neujahr 1976 wurde die Serie in wöchentlichem Abstand gesendet. In Episodenrollen waren bekannte bayerische Schauspieler zu sehen. Spannagl & Sohn wurde 1979 vom ZDF wiederholt, 1992 folgte eine weitere Ausstrahlung auf 3sat. Die Serie ist mittlerweile auch auf DVD erhältlich.

## Episodenliste
| Folge | Erstausstrahlung | Titel                             | Gastschauspieler                                                    |
| 1     | 11. Dez. 1975    | Ein Supermarkt kommt              | Georg Blädel, Gerlinde Döberl, Toni Berger                          |
| 2     | 18. Dez. 1975    | Verkaufen ist eine Wissenschaft   | Franziska Stömmer, Elisabeth Karg, Götz-Olaf Rausch                 |
| 3     | 8. Jan. 1976     | Mut zum Risiko                    | Max Grießer, Margot Mahler, Michael Lenz                            |
| 4     | 15. Jan. 1976    | Kinder und neue Ideen             | Lina Carstens, Bernd Herzsprung                                     |
| 5     | 22. Jan. 1976    | Der Wochenmarkt und seine Folgen  | Rolf Castell, Willy Harlander, Robert Naegele                       |
| 6     | 29. Jan. 1976    | Hochzeitstag mit Drum und Dran    | Otto Friebel, Gerlinde Döberl, Heinz Peter Scholz                   |
| 7     | 5. Feb. 1976     | Das Theater mit den Kindern       | Bernd Herzsprung                                                    |
| 8     | 12. Feb. 1976    | Freund Yasar                      | Wolfi Fischer, Franziska Stömmer, Götz-Olaf Rausch                  |
| 9     | 19. Feb. 1976    | Anregung aus der Großstadt        | Walter Feuchtenberg, Harry Hardt, Harry Kalenberg, Mogens von Gadow |
| 10    | 26. Feb. 1976    | Werbung mit Musik                 | Norbert Gastell, Iska Geri, Wilfried Klaus, Max Strecker            |
| 11    | 11. Mär. 1976    | Einigkeit soll stark machen       | Antje Hagen, Willy Schultes, Ludwig Schmid-Wildy                    |
| 12    | 18. Mär. 1976    | Heiratspolitik, Geschichtspolitik | Otto Friebel, Bernd Herzsprung, Elisabeth Karg                      |
| 13    | 25. Mär. 1976    | Kompromisse müssen sein           | Max Grießer, Willy Harlander, Willy Schultes                        |